# Сильное легирование
Сильное легирование — введение в полупроводник атомов каких-либо легирующих примесей в столь больших концентрациях Nпр, что среднее расстояние между ними, пропорциональное N1/3пр, становится меньше (или порядка) среднего расстояния а, на котором находится от примеси захваченный ею электрон или дырка. При этом взаимодействие примесных атомов ведёт к качественным изменениям свойств полупроводников. А именно, в таких условиях носитель заряда не может локализоваться на каком-либо центре, так как он всё время находится на сравнимом расстоянии сразу от нескольких одинаковых примесей. Более того, воздействие примесей на движение электронов вообще мало, так как большое число носителей со знаком заряда, противоположным заряду примесных ионов, экранируют (то есть существенно ослабляют) электрическое поле этих ионов. В результате все носители заряда, вводимые с этими примесями, оказываются свободными даже при самых низких температурах.

## Условие сильного легирования
N1/3пр × a ~ 1, легко достигается для примесей, создающих уровни с малой энергией связи (мелкие уровни). Например, в Ge и Si, легированных примесями элементов III или V групп, это условие выполняется уже при Nпр ~ 1018—1019 см−3, в то время как удаётся вводить эти примеси в концентрациях вплоть до Nпр ~ 1021 см−3 при плотности атомов основного вещества ~ 5⋅1022 см−3.